# Elliottia paniculata
Elliottia paniculata là một loài thực vật có hoa trong họ Thạch nam. Loài này được (Siebold & Zucc.) Benth. & Hook.f. mô tả khoa học đầu tiên năm 1876.

## Hình ảnh

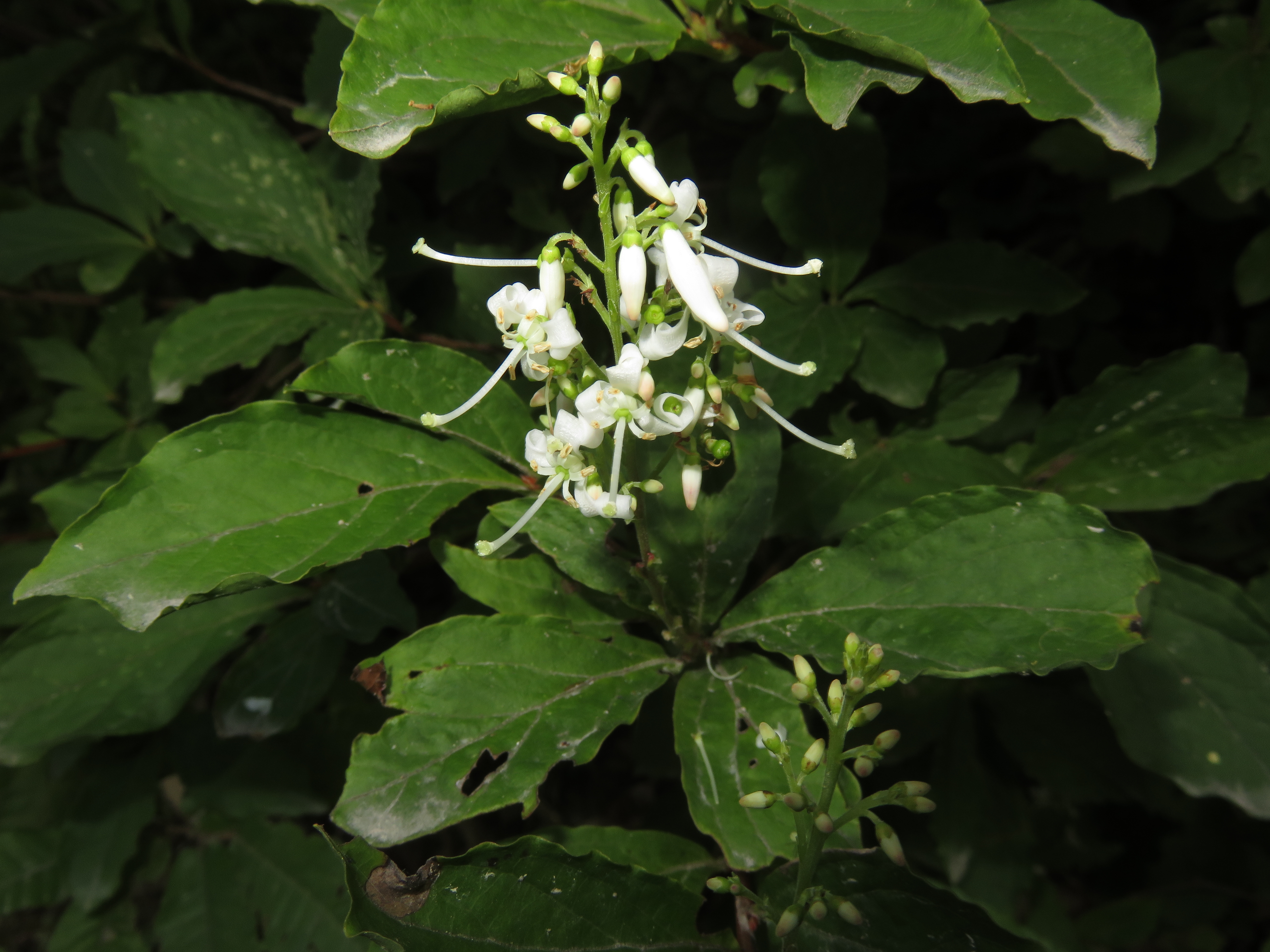